# Manuel Felguérez

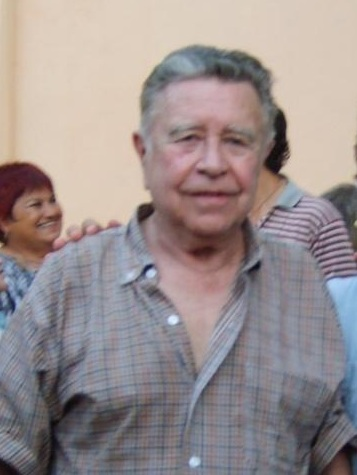
Manuel Felguérez (2008)

Manuel Felguérez (* 12. Dezember 1928 in Valparaíso; † 8. Juni 2020 in Mexiko-Stadt) war ein mexikanischer Bildhauer und Maler.

## Biografie
Felguérez wurde auf dem Landgut San Agustín del Vergel im Municipio Valparaíso geboren. Er studierte an der Kunstakademie La Esmeralda, an der aus der Academia de San Carlos hervorgegangenen Escuela Nacional de Artes Plásticas der Universidad Nacional Autónoma de México (UNAM) und später als Stipendiat der französischen Regierung in Paris an der Académie Colarossi.
Er zählte zur ersten Generation abstrakter mexikanischer Künstler und schuf im In- und Ausland zahlreiche Gemälde, Skulpturen und Reliefs, deren geometrische Formen für ihn charakteristisch sind. Nebenbei setzte er 1967 seine akademische Ausbildung an der Cornell University und 1975 an der Harvard University fort. Er wurde 1974 Mitglied der Academia de Artes und nach seiner Rückkehr aus den Vereinigten Staaten forschte er bis zur Pension ab 1990 am Institut für ästhetische Forschungen der UNAM.
Er starb im Alter von 91 Jahren im Juni 2020 zuhause an den Folgen einer SARS-CoV-2-Infektion.

## Auszeichnungen
- 1975: Ehrenpreis bei der XIII. Biennale von São Paulo
- 1988: Nationaler Kunstpreis (Mexiko)
- 1993: „Creador Emérito“ des Sistema Nacional de Creadores de Arte